# Alleanza

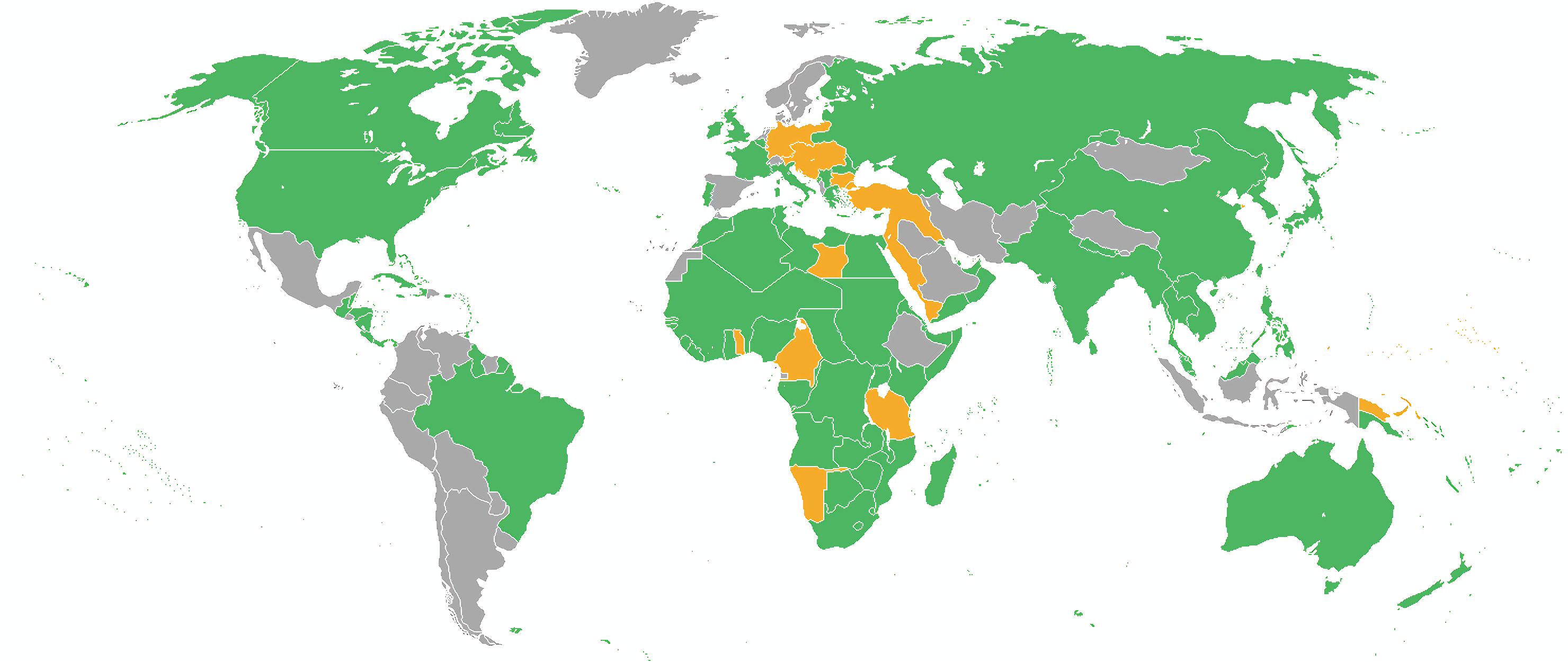
Le due alleanze partecipanti alla prima guerra mondiale: gli Alleati sono indicati con il colore verde, mentre gli Imperi Centrali con il colore arancione.

L'alleanza (dal francese alliance, verbo allier, a sua volta dal latino allĭgare "legare a") è un accordo internazionale in base al quale due o più Stati si impegnano ad aiutarsi reciprocamente nel raggiungimento di un certo obiettivo politico.
Per estensione, il termine viene usato anche per analoghe unioni tra due o più partiti politici, enti o associazioni varie, che collaborano a un fine comune.
Quando il termine è usato nel contesto della guerra o della lotta armata, una formale alleanza militare non è necessaria perché si venga percepiti come un alleato: è sufficiente ad esempio la cobelligeranza.

## Diritto internazionale
Nel diritto internazionale, l'alleanza è un accordo fra due o più stati che prevede il mutuo sostegno in particolari situazioni come ad esempio quando uno degli stati alleati viene attaccato militarmente. Questi accordi possono essere politici, come il trattato di mutua assistenza, o militari, di solito attuati nel corso di un conflitto. Gli accordi di tipo militare possono avere natura difensiva o di mutua assistenza nel corso di un attacco del nemico, o offensiva, durante la progettazione e l'attuazione di un attacco al nemico.
I trattati a livello militare possono specificare diverse condizioni e clausole; la causa o la condizione che fa scattare le clausole previste dall'alleanza si chiama casus foederis. Ogni stato sovrano detiene il diritto internazionale di stringere alleanze politiche o militari. Le alleanze militari sono di solito non previste negli accordi con quegli stati che godono della condizione perpetua di neutralità.
La NATO è l'alleanza tra stati esistente più conosciuta. La sua clausola più nota prevede che gli Stati membri si assistano vicendevolmente in caso di attacco nemico.